# ディエゴ・ライネス (イエズス会総長)

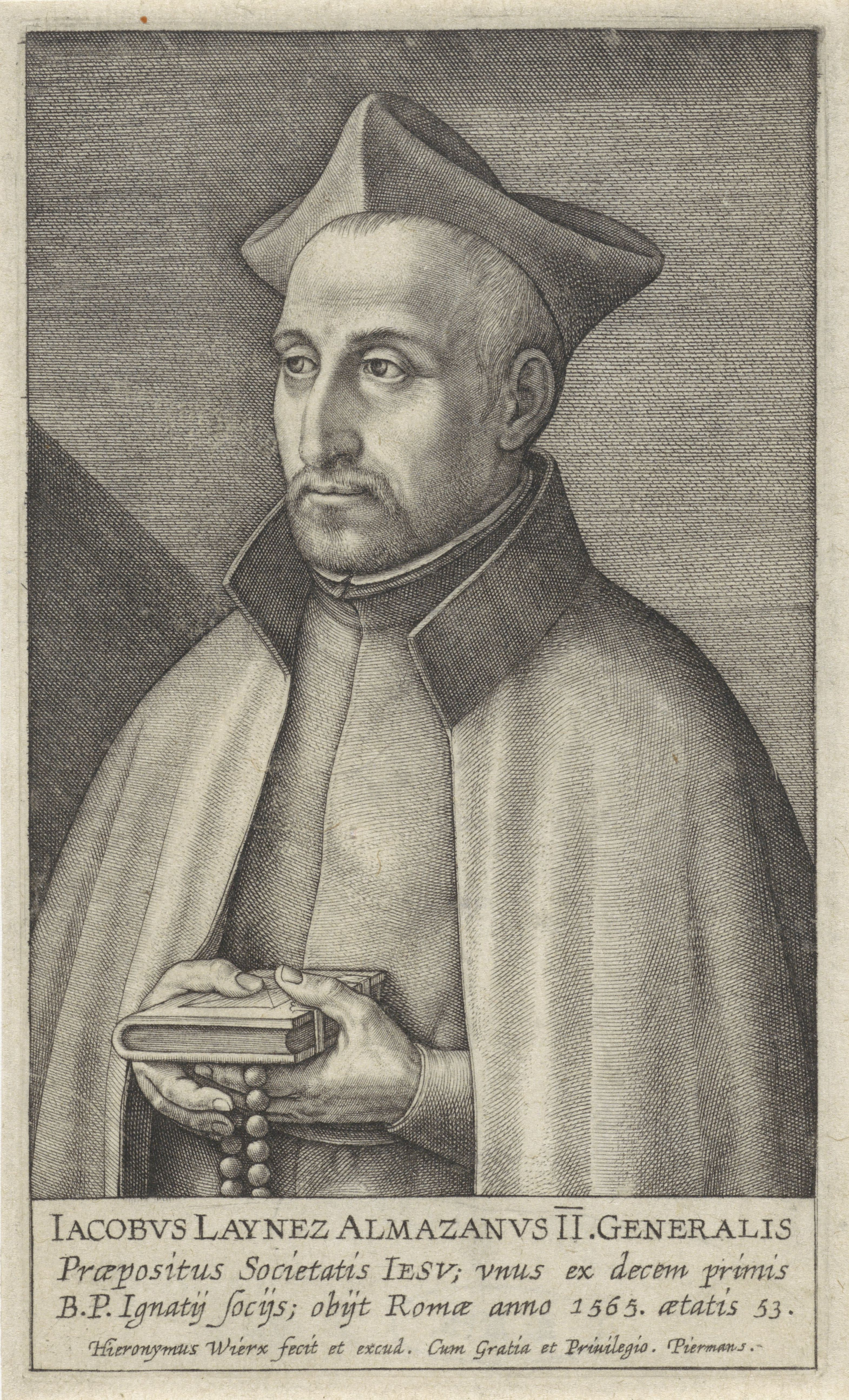
ディエゴ・ライネス

ディエゴ・ライネス（西：Diego Laínez, 1512年 - 1565年1月19日）は、16世紀スペイン出身のカトリック司祭・神学者・聖職者。イエズス会創立者の1人で第2代総長でもある。

## 生涯
現在のスペインに当たるカスティーリャ・アルマサンで生まれ、1528年から1533年までアルカラ大学で神学・哲学を学ぶ。1533年にパリ大学でイグナチオ・デ・ロヨラと知り合い同志となり、翌1534年8月15日にモンマルトルの丘に登り、ロヨラを始めフランシスコ・ザビエル、ピエール・ファーヴル、シモン・ロドリゲス、ニコラス・ボバディリャ、アルフォンソ・サルメロンと共に7人で誓願を立てた。これがイエズス会誕生の瞬間だった。
1535年、病気療養のため一旦故郷へ戻ったロヨラと別れ、他の5人と共にパリに残り勉強を続け、1536年11月に修士号を取得してパリを出発、1537年1月に到着したヴェネツィアでロヨラと再会した。3月に再度ロヨラを除きローマへ旅立ったメンバーの1人に加わり、ローマ教皇パウルス3世に謁見、ヴェネツィアへ戻り6月24日に司祭に叙階された。誓願を叶えるべく同志共々エルサレム巡礼を図ったが情勢の悪化で果たせず、ロヨラ・ファーヴルと共に再びローマへ行き、1538年に教皇からの任命でファーヴルと共にローマ・ラ・サピエンツァ大学で聖書と神学を講義することになった。
他にも1539年に教皇の命令でファーヴルと共に派遣されたパルマで霊操により人々を惹きつけ、1546年と1551年に教皇の要請を受けたロヨラの命令で、トリエント公会議にサルメロンと共に出席（ファーヴルも出席予定だったが1546年に急死）、雄弁さと博識で注目を集めた。また、イエズス会士教育でロヨラに助言、神学生たちのために幾つかの大学町に寄宿舎を設けた。
1556年に初代総長ロヨラが死去した時、ライネスが2年後の1558年に第2代総長に選出された。2年間の空白はスペイン王フェリペ2世と教皇パウルス4世の対立があったため総会を召集出来なかったからだが、ロヨラが後継者をはっきりと定めていなかったことにも原因があり、一時ロヨラから総長代理に任命されたヘロニモ・ナダールが浮上、ロヨラやライネスの同志で創立者の1人でもあるボバディリャが権限の委譲を要求したり、会憲を批判する陳情書を教皇へ送ったりして混乱を助長させた。前者の問題はナダールがライネスを支持したため、後者は教皇から裁量を委ねられたアントニオ・ギスリエーリ枢機卿（後の教皇ピウス5世）がボバディリャを説得・要求を断念させたため解消、こうした難題を経てようやく召集された総会でライネスが総長に選出された。
総長としての活動は会憲の検討と承認、諸国の会議出席が挙げられる。教皇ピウス4世の命令でローマを離れ、1561年にフランスのカトリーヌ・ド・メディシスがプロテスタントのカルヴァン派とカトリックの和解を図り召集したポワシー会談、翌1562年にトリエント公会議に出席した。フランスではポワシー会談でカトリックの正統性を強く主張して会談は決裂、ガリカニスム主義者がイエズス会の進出を妨害するなど苦難続きだったが、ナダールを右腕として会憲の内容を説明して普及に努めた。また、スペイン人会士フランシスコ・ボルハがポルトガル王家の信任を得ると、国王セバスティアン1世の助言者にカマラ神父を派遣、1561年にスペインの異端審問所に迫害され窮地に陥ったボルハへピウス4世のローマ召喚命令を伝え、彼がポルトガルからローマへ亡命すると総長代理を任せた。
1565年1月19日、ローマで死去。7月2日に開かれた総会でボルハが第3代総長に選出された。